# Labeatis Mensa
La Labeatis Mensa è una struttura geologica della superficie di Marte.